# 临洮县 (顺阳郡)
临洮县，中国古县名。
临洮县本属于西汉陇西郡辖县，治所在今甘肃省岷县。北魏迁入顺阳郡境。县故城址在今河南省淅川县的丹江口水库中。